# Абілов Махмуд Абдул Рза огли
Махмуд Абдул Рза огли (Абдулрзайович) Абілов (15 вересня 1898, село Укур Кубинського повіту Бакинської губернії, тепер Гусарського району, Азербайджан — 30 січня 1972, місто Баку, тепер Азербайджан) — азербайджанський радянський військовий діяч, командир 216-ї Азербайджанської стрілецької дивізії Закавказького військового округу, генерал-майор. Депутат Верховної ради СРСР 3—4-го скликань.

## Життєпис
Народився в родині бідного лезгинського селянина. Навчався в школі на станції Ялама, але не закінчив через смерть 1915 року батька, а 1917 року — матері. Після смерті батька працював на залізничній станції Ялама, наймитував у заможних селян.
У квітні 1920 року добровільно вступив до Червоної армії. Служив червоноармійцем 1-ї Іранської стрілецької бригади 11-ї армії РСЧА. Брав участь у боях у горах Коджарії, у Тифліській операції, воював проти військових загонів меншовицького уряду Грузинської демократичної республіки. Член РКП(б) з 1920 року.
У 1922 році закінчив Бакинську військову школу з підготовки молодших командирів.
З жовтня 1922 по березень 1924 року служив командиром взводу 2-ї стрілецької роти 49-го стрілецького полку 17-ї Нижньогородської стрілецької дивізії, розташованої на Далекому Сході. Потім переведений до 77-ї азербайджанської гірськострілецької дивізії, де служив командиром взводу дивізійної школи, а з серпня 1926 по червень 1929 року — командиром роти 3-го Бакинського стрілецького полку цієї ж дивізії в місті Ленкорані.
З 1929 по липень 1930 року — курсовий командир піхотної школи в місті Тіфлісі, потім — помічник командира роти, а з серпня 1932 по липень 1937 року — командир роти Тбіліського військового училища.
З 1937 по 1938 рік — командир 230-го стрілецького полку 77-ї Азербайджанської стрілецької дивізії в місті Кіровабаді.
У 1938 році склав екстерном екзамени за середню школу і пройшов перепідготовку в Москві на військових курсах «Постріл», після закінчення яких був направлений на Далекий Схід і призначений начальником розвідувального відділу штабу 2-ї окремої стрілецької бригади 59-го стрілецького корпусу. У 1938 році брав участь у боях біля озера Хасан, а в 1939 році — в боях біля річки Халхін-Гол. Після закінчення боїв у Халхін-Гола Абілов був призначений начальником штабу бригади, потім переведений на посаду заступника командира 105-ї стрілецької дивізії, яка дислокувалася в Українській РСР.
У серпні 1941 року був направлений до Москви для проходження курсів при Академії Генерального штабу Червоної армії, після закінчення яких був призначений командиром новоствореної 146-ї окремої стрілецької бригади. У квітні 1942 року сформована із сибіряків 146-та стрілецька бригада була перекинута на Північно-Західний фронт у район Демянська, де вела важкі оборонні бої. Після завершення Дем'янської операції та виходу до Старої Русі бригада була зосереджена в місті Калузі, де на базі бригади було сформовано 70-ту стрілецьку дивізію під командуванням Абілова, перекинуту потім під Смоленськ у склад Західного фронту.
З травня 1944 року Абілов перебував у військовому госпіталі. Після одужання призначений командиром 250-ї гвардійської дивізії 35-го стрілецького корпусу. Влітку 1944 року 250-та дивізія неодноразово відзначилася в наступальних операціях «Багратіон» у складі 2-го Білоруського фронту.
З липня по жовтень 1946 року — заступник командира 96-ї гвардійської стрілецької дивізії. У жовтні 1946 — травні 1948 року — заступник командира 41-го стрілецького корпусу, потім командир цього корпусу.
З травня 1948 по грудень 1955 року — командир 216-ї Азербайджанської стрілецької дивізії Закавказького військового округу.
З 13 грудня 1955 року — в запасі.
Помер 30 січня 1972 року в місті Баку. Похований на 1-й Алеї честі в Баку.

## Звання
- підполковник (28.04.1940)
- полковник
- генерал-майор (20.04.1945)

## Нагороди
- орден Леніна (21.02.1945)
- п'ять орденів Червоного Прапора (14.02.1943, 19.10.1944, 3.11.1944, 10.02.1945, 15.11.1950)
- орден Суворова ІІ ст. (15.04.1945)
- орден Кутузова ІІ ст. (28.09.1943)
- ордени Богдана Хмельницького ІІ ст. (29.05.1945)
- орден Червоної Зірки
- медаль «За визволення Варшави»
- медаль «За взяття Кенігсберга»
- медаль «За взяття Берліна»
- медаль «За перемогу над Німеччиною у Великій Вітчизняній війні 1941—1945 рр.»
- медалі